# Höger (Miesbach)
Höger    ist ein Gemeindeteil von Miesbach auf der Gemarkung Wies im oberbayerischen Landkreis Miesbach.

## Ortsbeschreibung
Die Einöde Höger liegt am nordwestlich von Miesbach.

## Name
Der Ortsname bezieht sich wohl auf die Miesbacher Höh, den Höhenzug zwischen Schliersee und Mangfall südlich der Tölzer Straße.

## Bevölkerungsentwicklung
Um 1871 lebten in Höger sechs Einwohner. Im Mai 1987 gab es nach einem vorübergehenden Anstieg auf neun Einwohner erneut sechs Einwohner in einem Haus.
| Jahr      | 1871 | 1925 | 1950 | 1970 | 1987 |
| Einwohner | 6    | 8    | 9    | 5    | 6    |